# Баетово
Баетово (кирг.  Баетов назван честь М. Баетова) — село, административный центр Баетовского аильного округа и Ак-Талинского района Нарынской области Киргизской Республики.

## География
Баетово — отдаленное село Нарынской области в Кыргызстане, расположенное рядом с рекой Нарын, в 490 км от столицы республики города Бишкек, в 120 км от областного центра — города Нарын.
Здесь имеется незначительное поголовье крупного рогатого скота и малые площади пахотной земли, которых с каждым годом становится все меньше из-за близости к реке Нарын.

## История
В 1981 году указом ПВС СССР село Дюрбельджин переименовано в Баетово.

## Инфраструктура
В селе находятся бюсты героев социалистического труда, 2 средние школы — имени Шукурбека Бейшеналиева и имени Эсенгула Карасартова, 1 профессиональный лицей имени Мааданбека Бараш уулу, 5 детских садов, около 20 государственных учреждений, коммерческие-финансовые учреждения. А также, малые цеха, как швейные и столярные.
Кроме того, село Баетово является экономическим, коммерческим центром района. В селе находятся более 40 мелкооптовых и крупнооптовых магазинов, рестораны, кафе, столовых, рынок и т. д.

## Известные уроженцы
- Джусубалиев, Балтабай (1875—1965) — Герой социалистического труда.